# Myśliborskie Wieści
Myśliborskie Wieści – dwutygodnik regionalny związany z Myśliborzem. Redaktor naczelną jest Teresa W. Gryzło.
Pismo utworzyła 14 lutego 1990 roku (kilka miesięcy przed pierwszymi wyborami samorządowymi w III RP) grupa nauczycieli związanych w latach 80. z opozycją demokratyczną. Do dziś w winiecie pisma widnieje napis: "Nasz rodowód – Solidarność".
W odróżnieniu od większości pism lokalnych, finansowanych przez samorządy, "Myśliborskie Wieści" od początku są pismem niezależnym. Obok kroniki lokalnych wydarzeń, ogłoszeń itp. drukują również krytyczne sprawozdania z posiedzeń rady miasta oraz publicystykę dotyczącą polityki lokalnej.
Mimo szeregu zmian dotyczących zarówno wydawcy, jak i współpracowników, ukazuje się nieprzerwanie i systematycznie do dziś.